# Norbert Schlegel
Norbert Schlegel (* 9. März 1961 in Hirschaid-Sassanfahrt) ist ein ehemaliger deutscher Fußballspieler und -trainer.

## Karriere
Schlegel, zunächst beim ASV Sassanfahrt aktiv, schloss sich 1976 der Jugendmannschaft des 1. FC Nürnberg an und absolvierte seine Berufsausbildung bei Siemens. Es wird berichtet, dass zu jener Zeit DFB-Trainer Dietrich Weise den jungen Oberfranken als größte Entdeckung dieses Jahrgangs bezeichnet habe. Bei den Nürnbergern wurde er ab der Saison 1979/80 in der ersten Mannschaft zunächst in der 2. Bundesliga und nach dem Aufstieg auch in der Bundesliga eingesetzt. 1983 schloss er sich dem 1. FC Saarbrücken an und war später noch in Berlin für Hertha BSC und die SpVgg Fürth aktiv.
Schlegel, der auch der Bayernauswahl und der Jugendauswahl des DFB angehörte, absolvierte insgesamt 59 Bundesligaspiele (2 Tore) und 257 Zweitligaspiele (43 Tore). Seine größten Erfolge waren die Aufstiege mit dem 1. FC Nürnberg und 1. FC Saarbrücken von der 2. Bundesliga in die Bundesliga. 
Nach seiner Spielerlaufbahn führte er bis Oktober 2003 die elterliche Tankstelle und trainierte diverse Mannschaften. Er betreute das Team des Bayernligisten FC Bayern Hof, die Amateurmannschaft der SpVgg Greuther Fürth, den SV Memmelsdorf/Ofr., die SpVgg Bayreuth, die SpVgg Weiden und erneut den SV Memmelsdorf. 
In der Saison 2012/13 war er abermals Trainer der nun in der Regionalliga Bayern spielenden Mannschaft von Bayern Hof, die er nach einer starken Rückrunde zwischenzeitlich auf einen Nichtabstiegsplatz geführt hatte.
Nach einer 0:3-Niederlage seiner Mannschaft am letzten Spieltag gegen den bereits abgestiegenen VfL Frohnlach wurde Schlegel von seinen Aufgaben als Hofer Trainer entbunden.
Am 5. Dezember 2014 übernahm Schlegel als Nachfolger von Roberto Pätzold den Trainerposten des Regionalligisten FC Eintracht Bamberg.

## Stationen als Spieler
- bis 1976: ASV Sassanfahrt
- 1976 – 1983: 1. FC Nürnberg
- 1983 – 1990: 1. FC Saarbrücken
- 1990 – 1992: Hertha BSC
- 1992 – 1994: SpVgg Fürth
- bis 1997: SpVgg Stegaurach

## Stationen als Trainer
- 1997 – 2000: SpVgg Stegaurach
- 2001 – 2002: FC Bayern Hof
- 2002 – 2004: SpVgg Greuther Fürth Am.
- 2006 – 05/2007: SpVgg Bayreuth
- 05/2007 – 11/2007: SpVgg Weiden
- 07/2008 – 06/2010: SV Memmelsdorf/Ofr.
- 09/2010 – 05/2013: SpVgg Bayern Hof
- 12/2014 – : FC Eintracht Bamberg